# Scooter ai II World Skate Games
Le competizioni di scooter ai II World Skate Games si sono svolte dal 5 al 7 luglio 2019 a Barcellona, in Spagna

## Podi
| Evento         | Oro             | Argento          | Bronzo          |
| Gara maschile  | Jon arco Gaydos | Chris Farris     | Dylan Morrison  |
| Gara femminile | Rebeca Ortiz    | Alexandra Madsen | Bianca Dilworth |